# I skuggan av värmen
I skuggan av värmen is een Zweeds/Noorse dramafilm uit 2009.
De film is gebaseerd op de gelijknamige autobiografische succesroman van Lotta Thell uit 2002. I skuggan av värmen werd geproduceerd door Anna Croneman en geregisseerd door Beata Gårdeler naar een script van Karin Arrhenius. Malin Crépin en Joel Kinnaman spelen de hoofdrollen.
De Zweedse titel I skuggan av värmen betekent net als de Noorse titel I skyggen av varmen in het Nederlands zoiets als In de schaduw van de warmte. Internationaal werd de film echter uitgebracht onder de Engelse titel In Your Veins (In je aderen).

## Verhaal
Eva werkt als veiligheidagent in Stockholm. Ze worstelt met een heroïneverslaving die ze voor haar omgeving verborgen probeert te houden. Dan begint ze een passionele relatie met politieagent Erik, maar hoelang kan ze haar geheim voor zich houden?

## Rolverdeling
| Acteur        | Personage |
| ------------- | --------- |
| Malin Crépin  | Eva       |
| Joel Kinnaman | Erik      |
| Malin Vulcano | Mia       |
| Martin Aliaga | Tomas     |